# Río Anguijón
Río Anguijón är ett vattendrag i Spanien. Det ligger i den centrala delen av landet, 200 km nordväst om huvudstaden Madrid.